# Berthold (Bayern)
Berthold von Bayern (* um 900; † 23. November 947) aus dem Geschlecht der Luitpoldinger war der jüngere Sohn von Markgraf Luitpold von Bayern und als Nachfolger von Herzog Eberhard von 938 bis 947 Herzog von Bayern.
Berthold wurde um 900 geboren und ist seit 926 als Graf in Kärnten nachweisbar, 927 wurden ihm dort von König Heinrich I. Herzogsrechte verliehen.
Nach dem Bruch des Vertrages von 921 durch Otto I. und der Absetzung Herzog Eberhards im Herbst 938, ernannte Otto I. Berthold, den jüngeren Bruder Herzog Arnulfs I. von Bayern, zum Herzog von Bayern. Berthold musste vorher auf die Ausübung des wichtigen Rechts der Bischofsernennung und vielleicht auch auf die Verwaltung des Reichsgutes in Bayern verzichten. Er verweigerte sich damit nicht der Politik Ottos, die vertragliche zugesicherte Sonderstellung zurückzudrängen, die Bayern unter Herzog Arnulf erreicht hatte. Eine geplante Heirat mit Ottos Schwester Gerberga oder deren Tochter Hadwig kam nicht zustande. Berthold heiratete stattdessen die bayerische Adlige Biletrud, Gründerin des Klosters Bergen bei Neuburg an der Donau. 943 besiegte er die Ungarn bei Wels und wehrte damit die Ungarneinfälle auf einige Zeit ab. Auch die Christianisierung von Karantanien (heutige Steiermark) geht zu einem großen Teil auf Berthold zurück.
Obwohl Otto in Berthold eine Stütze seiner Regentschaft fand, wurde nach Bertholds Tod 947 nicht dessen Sohn, Heinrich (III.), mit dem Herzogtum belehnt, sondern Ottos Bruder, Heinrich, der 937 Judith, eine Tochter Herzog Arnulfs, geheiratet hatte. Bertholds Sohn wurde erst unter Otto II. mit dem Herzogtum Kärnten und kurzzeitig mit Bayern belehnt.